# Charlene Tilton
Charlene L. Tilton (n. 1 decembrie 1958) este o actriță americană, foarte cunoscută pentru rolul său ca Lucy Ewing în filmul serial distribuit de către CBS Dallas, rol pe care l-a interpretat în perioadele 1978-1985 și 1988-1990.

## Filmografie
- Tăcerea pieilor (1994)